# Măceșu de Jos (gmina)
Măceșu de Jos – gmina w Rumunii, w okręgu Dolj, przy granicy z Bułgarią. Obejmuje miejscowości Măceșu de Jos i Săpata. W 2011 roku liczyła 1338 mieszkańców.